# La metà di una vita
La metà di una vita (titolo originale in inglese Half a Life) è un romanzo dello scrittore  premio Nobel per la letteratura Vidiadhar Surajprasad Naipaul, pubblicato nel 2001, in Italia nel 2002 da Adelphi.
Il libro racconta la storia di Willie Somerset Chandran, giovane indiano di stirpe braminica, che decide di fuggire dalla famiglia, alla ricerca di una propria vita, che non troverà, come constata amaramente alla fine della narrazione, "Ma la parte migliore della mia vita è ormai alle mie spalle e io non ho fatto niente"

## Collocazione
Il racconto prende le mosse dall'India dei tempi di Ghandi, per spostarsi nella Londra del dopoguerra, da cui il protagonista fugge nell'Africa portoghese ai tempi della decolonizzazione, dove le truppe dei guerriglieri africani, dopo qualche scontro di confine, prendono il potere senza combattere contro l'esercito portoghese, che si ritira in buon ordine.

## Trama
Willie Somerset Chandran è il figlio di un bramino e di una madre Dalit, della classe degli "Svantaggiati". Il secondo nome di Willie, gli racconta il padre, rappresenta un omaggio allo scrittore inglese Somerset Maugham che era stato presso di lui nel tempio in cui il bramino viveva, dopo aver fatto voto di silenzio. La relazione di Willie con la famiglia si deteriora, detesta il padre e la sorella, si vergogna della madre di casta inferiore e - contro la propria volontà - si trova invischiato in un matrimonio combinato con una donna della stessa casta della madre, che rifiuta. 
Per sfuggire al matrimonio e allo zio della futura sposa, un combattivo dirigente sindacale, Willie si rifugia a Londra dove, grazie a una conoscenza del padre, riesce a ottenere una piccola borsa di studio per un college minore. Nella Londra inquieta degli anni '50, in cui i primi movimenti artistici stanno colonizzando i ghetti intorno a Notting Hill, alcuni bohèmiens si interessano alle vite disperate degli immigrati di colore, Willie, grazie a una rielaborazione della storia della propria vita, riesce a catturare l'attenzione di qualche redattore, che lo introduce nel mondo letterario, consentendogli di pubblicare un breve libro di racconti, che non avrà successo e di cui si sente insoddisfatto.
Willie riceve una lettera da Ana, una ragazza di sangue misto portoghese, di origini africane, che dice di aver ritrovato se stessa nel suo libro. La invita al college e si innamorano. Visto che ha completato gli  studi e la borsa di studio sta per finire, Willie chiede ad Ana di portarlo con sé in Africa (una colonia portoghese senza nome, presumibilmente il Mozambico), dove la famiglia di lei possiede una tenuta. Dopo 18 anni di vita africana, al culmine della guerra di liberazione, Willie decide di lasciare la moglie e l'Africa e si trasferisce a casa della sorella che - nel frattempo - si è sposata e vive a Berlino. Non sembra esserci una vera motivazione per questa ennesima fuga: Willie dice ad Ana, mentre la lascia - "Anche se andiamo in Portogallo, anche se mi lasciano entrare, sarebbe comunque la tua vita. Mi sono nascosto per troppo tempo". "Forse non è stata neppure veramente la mia vita" disse Ana.
La metà della vita costituisce il precedente per il successivo romanzo "Semi magici" (Magic Seeds) (2004) Adelphi, 2007, che inizia con Willie a Berlino.